# Вапато (Вашингтон)
Вапато (англ. Wapato) — місто (англ. city) в США, в окрузі Якіма штату Вашингтон. Населення — 4607 осіб (2020).

## Географія
Вапато розташоване за координатами 46°26′37″ пн. ш. 120°25′17″ зх. д. / 46.44361° пн. ш. 120.42139° зх. д. (46.443474, -120.421376).  За даними Бюро перепису населення США в 2010 році місто мало площу 3,04 км², уся площа — суходіл.

### Клімат
| Клімат : Вапато         | Клімат : Вапато | Клімат : Вапато | Клімат : Вапато | Клімат : Вапато | Клімат : Вапато | Клімат : Вапато | Клімат : Вапато | Клімат : Вапато | Клімат : Вапато | Клімат : Вапато | Клімат : Вапато | Клімат : Вапато | Клімат : Вапато |
| Показник                | Січ.            | Лют.            | Бер.            | Квіт.           | Трав.           | Черв.           | Лип.            | Серп.           | Вер.            | Жовт.           | Лист.           | Груд.           | Рік             |
| Абсолютний максимум, °C | 20,0            | 22,2            | 30,0            | 34,4            | 38,9            | 40,0            | 43,3            | 41,1            | 38,3            | 31,7            | 23,9            | 20,0            | 43,3            |
| Середній максимум, °C   | 3,7             | 8,6             | 14,2            | 18,9            | 23,6            | 27,3            | 31,8            | 31,0            | 26,4            | 19,2            | 9,9             | 4,2             | 18,2            |
| Середній мінімум, °C    | −5,1            | −2,6            | 0,6             | 4,1             | 8,3             | 12,0            | 15,2            | 14,1            | 9,4             | 3,6             | −1,2            | −4,1            | 4,5             |
| Абсолютний мінімум, °C  | −30             | −29,4           | −14,4           | −7,8            | −3,3            | 0,6             | 2,2             | 1,7             | −5              | −11,1           | −22,8           | −32,8           | −32,8           |
| Норма опадів, мм        | 26              | 17              | 14              | 12              | 13              | 14              | 6               | 7               | 9               | 14              | 25              | 29              | 187             |
| Днів з опадами          | 8               | 6               | 5               | 4               | 4               | 4               | 2               | 2               | 3               | 4               | 7               | 8               | 57,0            |
| ----------------------- | --------------- | --------------- | --------------- | --------------- | --------------- | --------------- | --------------- | --------------- | --------------- | --------------- | --------------- | --------------- | --------------- |
| Джерело:                |                 |                 |                 |                 |                 |                 |                 |                 |                 |                 |                 |                 |                 |

## Демографія
Згідно з переписом 2010 року, у місті мешкало 4997 осіб у 1240 домогосподарствах у складі 1045 родин. Густота населення становила 1646 осіб/км².  Було 1293 помешкання (426/км²).
Расовий склад населення:
| - 17,2 % — білих - 6,6 % — корінних американців - 1,3 % — азіатів - 0,3 % — чорних або афроамериканців - 0,1 % — вихідців з тихоокеанських островів - 70,6 % — осіб інших рас |

До двох чи більше рас належало 3,9 %. Частка іспаномовних становила 84,2 % від усіх жителів.
За віковим діапазоном населення розподілялося таким чином: 37,0 % — особи молодші 18 років, 56,3 % — особи у віці 18—64 років, 6,7 % — особи у віці 65 років та старші. Медіана віку мешканця становила 24,9 року. На 100 осіб жіночої статі у місті припадало 102,0 чоловіків;  на 100 жінок у віці від 18 років та старших — 104,7 чоловіків також старших 18 років.
Середній дохід на одне домашнє господарство  становив 38 284 долари США (медіана — 32 722), а середній дохід на одну сім'ю — 36 973 долари (медіана — 31 660). Медіана доходів становила 26 631 долар для чоловіків та 21 003 долари для жінок. За межею бідності перебувало 36,6 % осіб, у тому числі 48,3 % дітей у віці до 18 років та 15,1 % осіб у віці 65 років та старших.
Цивільне працевлаштоване населення становило 1784 особи. Основні галузі зайнятості: сільське господарство, лісництво, риболовля — 32,0 %, транспорт — 16,3 %, освіта, охорона здоров'я та соціальна допомога — 15,0 %.